# Орловка (Тегульдетский район)
Орловка — посёлок в Тегульдетском районе Томской области России. Входит в состав Чёрноярского сельского поселения. Население 11 чел. (2021) .

## География
Находится на востоке региона, граничащей с Красноярским краем, примерно в 800 метрах к востоку от пос. Чёрный Яр и в 1 км к северо-западу от оз. Перевозное.
Климат
Находится на территории, приравненной к районам Крайнего Севера.

## История
В соответствии с Законом Томской области от 9 сентября 2004 года № 197-ОЗпосёлок вошёл в состав образованного муниципального образования Чёрноярское сельское поселение.
В ночь 7 мая начался пожар в ходе которого остался один дом.

## Население
| 2002 | 2010 | 2012 | 2013 | 2014 | 2015 | 2021 |
| ---- | ---- | ---- | ---- | ---- | ---- | ---- |
| 45   | ↘12  | ↘9   | ↘7   | ↘5   | →5   | ↗11  |

## Инфраструктура
Личное подсобное хозяйство.

## Транспорт
Просёлочная дорога до Чёрного Яра, центра поселения.